# Trio Mana Flor
O Trio Mana Flor é um grupo feminino que tem a música brasileira nordestina como principal repertório. Nasceu em 2008 como “Trio Dona Flor” e desde então ganhou prêmios e destaques em festivais nacionais e internacionais. Foi o primeiro trio de forró formado só por mulheres no Brasil.

## Histórico
Seguindo o tradicional formato em trio de forró, criado por Luiz Gonzaga, o Trio Mana Flor tem Cimara Gomes Ferreira Fróis na sanfona e triângulo, Talita Del Collado Larcipretti na zabumba e Carolina Bahiense Guimarães também no triângulo e sanfona, com as três nos vocais.
Em 2008 o grupo conquistou o primeiro lugar no VIII FENFIT, o festival de Forró mais importante do Brasil. Em 2009, passou por turnê na Europa. Em 2011, o trio participou do 4º Festival de Música Brasileira Mendoza en Bossa, na Argentina, como convidado especial. Em 2014, foi destaque no festival cultural Luar do Sertão e na Feira Cultural Paraguai/Brasil. Em 2015, o trio foi convidado para participar do programa Superstar, da Globo. Em 2018, foi uma das atrações do Circuito Sesc de Artes, além de se apresentar no tradicional Reveillón na Paulista. Em 2021 foram destaque por duas vezes na Rádio USP em matérias sobre a participação de mulheres no forró. Em 2022, o trio entrou na trilha sonora da novela Mar do Sertão, da Globo, com uma versão de Xote das Meninas. As três já se apresentaram ao lado de artistas consagrados como Dominguinhos, Elba Ramalho, Leila Pinheiro, Mariana Aydar, Toninho Ferragutti, entre outros. 

## Discografia
Em 2014 foi lançado o primeiro álbum, que leva o nome do trio e conta com a participação de grandes artistas, como Mônica Salmaso, Renato Braz e Gero Camilo.